# NGC 7409
NGC 7409 (другие обозначения — PGC 69939, ZWG 453.18, NPM1G +19.0555) — линзообразная галактика (SB0) в созвездии Пегас.
Этот объект входит в число перечисленных в оригинальной редакции «Нового общего каталога».